# Szilárd halmazállapot

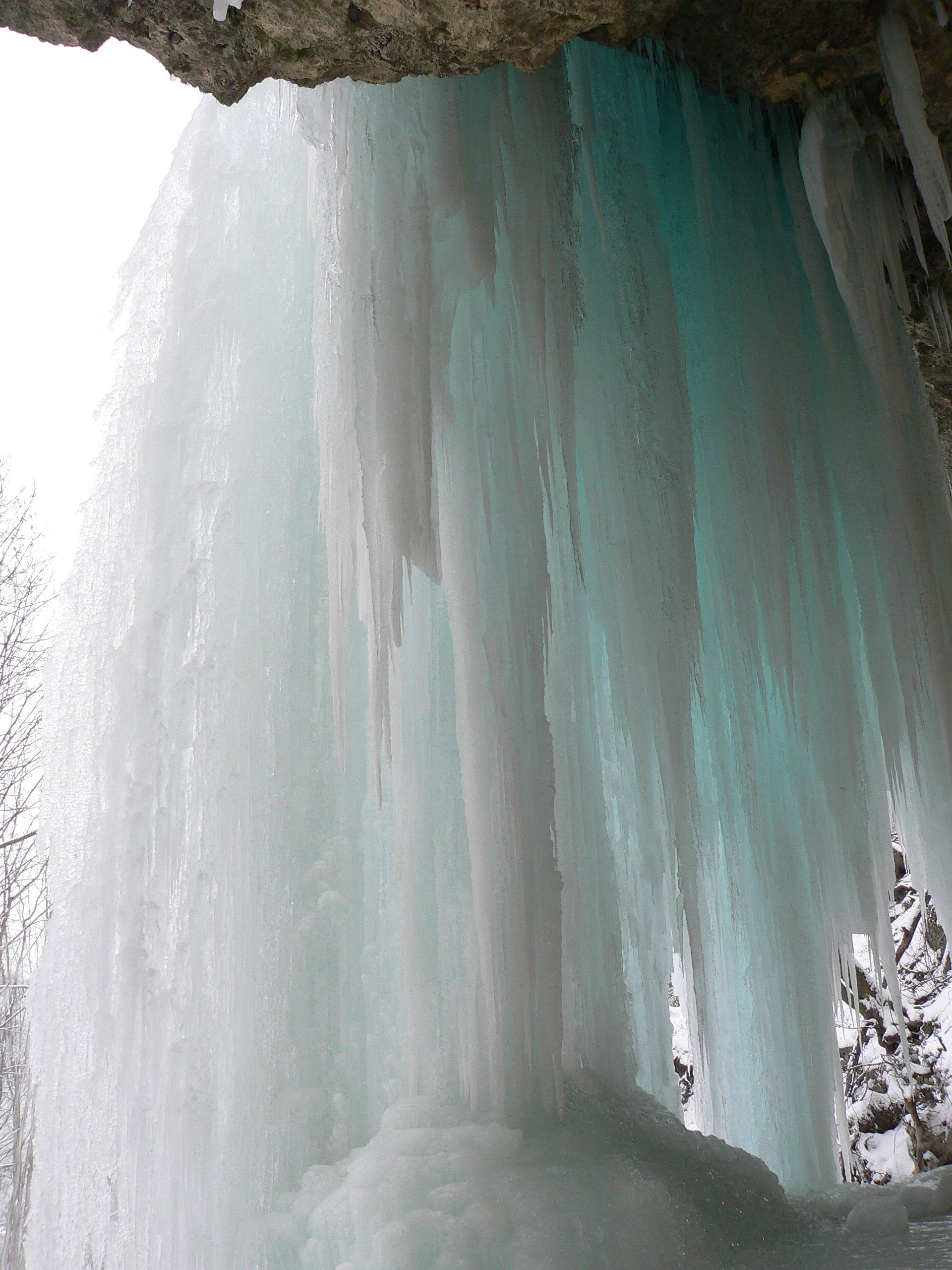
Szilárd víz (Lillafüredi-vízesés)

A szilárd halmazállapoton az anyag azon állapotát értjük, ahol az a makroszkopikus méreteit tekintve állandó formájú és a benne lévő atomok egymáshoz viszonyított helyzete viszonylag állandó.
A halmazállapotokat igazából az anyag kémiai tulajdonságai (az anyagot alkotó atomok vagy molekulák fajtája és az ezek között kialakult kötések fajtája) valamint az anyag és környezetének termodinamikai tulajdonságai (hőmérséklet, nyomás) határozzák meg. A szilárd halmazállapot jellemzői általánosságban a viszonylag nagy potenciális kötőerővel rendelkező atomok vagy molekulák, közepes nyomás, alacsony hőmérséklet. A jelenleg ismert összes anyagnak (a csak extrém körülmények között előállítható anyagok kivételével) létezik szilárd halmazállapota, vagyis van olyan nyomás-hőmérséklet kombináció, amely mellett az adott anyag szilárd halmazállapotú (beleértve az összes folyadékot és összes gázt is).
Szilárd halmazállapot esetében az anyag szerkezetét adó, atomok vagy molekulák közötti kölcsönhatás (kötési erő) elegendően nagy ahhoz, hogy az atomokat vagy molekulákat egymáshoz képest elmozdítani próbáló erőhatásoknak (Brown-mozgás és anyagban ébredő feszültségek) ellenálljon, illetve legfeljebb olyan mértékben engedjen, amely lehetővé teszi az erőhatás megszűnte után az eredeti helyzetbe való visszatérést (rugalmas alakváltozás). Valójában a rugalmas alakváltozásra képes anyagoknál is előfordulhatnak olyan atomi-molekuláris szintű szerkezeti változások (például kúszás) melyek makroszkopikus szinten csak hosszú idő elteltével figyelhető meg (például évek), ettől az anyagot még szilárd anyagnak tekintjük.
Kellően nagy erőhatásnak kitéve a rugalmas alakváltozásra képes anyagok a képlékenység állapotába érnek, vagyis maradó alakváltozás áll elő. A deformáló erő fennállásának idejéig az anyag folyadékként viselkedik, majd a deformáló erőhatás megszűntével ismét szilárd anyaggá válik, bár maradó alakváltozást elszenvedve.